# Galium psilocladum
Galium psilocladum är en måreväxtart som beskrevs av Friedrich Ehrendorfer. Galium psilocladum ingår i släktet måror, och familjen måreväxter. Inga underarter finns listade i Catalogue of Life.